# 有道惟能
有道 惟能（ありみち の これよし、生没年不詳）は、平安時代中期の官人。刑部丞・有道惟広の子。官位は従六位上、武蔵権介。藤原伊周の家令（家司）。名は維能とも記される。

## 出自
在道氏とも表記する。丈部長道・丈部氏道・丈部継道・丈部福道の4人が天長10年（833年）2月丙子に姓を有道氏（姓は宿禰）に改姓したのが始まりである。
筑波郡の丈部氏の出自は不明であるが、『新撰姓氏録』によれば、天足彦国押人命を祖とする丈部氏、武内宿禰の子・紀角を祖とする丈部首氏、鴨建角身命を祖とする丈部氏、孝元天皇の皇子・大彦命を祖とする杖部造氏がいるとされる。
また、『正倉院文書』には筑波国造の末裔と見られる筑波郡副擬少領・丈部直佐弥麻呂の名前が見える。

## 略歴
藤原伊周の失脚により武蔵国に下向し、児玉郡を開墾した官人であると伝えられ、子息は武蔵七党の一角を占める武士団である児玉党（児玉氏）の祖である児玉惟行。惟行の父については系図によって伝承が異なり、藤原伊周とするものや児玉遠岩とするものもあるが、研究者の間では、通し字や伝承の観点から有道惟能こそが惟行の実父であると考えられている。
『庄系図略図』（上里町長浜、庄宗三郎所蔵）の記述によると、「長徳元年（995年）2月、内大臣藤原伊周公家令。長徳2年（996年）正月、従六位上、武蔵権介に任ぜられ、同年2月に解職」とある。伝承によれば、武蔵介となった惟能は児玉郡を開墾し、解職後も定住したとされる。そして、その子息である惟行も児玉郡へ住み、地方豪族化した。

## その他
- 子息である惟行が1069年に69歳で没したと伝えられている事からも10世紀末の生まれと考えられる。
- 有道氏（在道氏）は初め丈部氏を称しており、丈部氏が有道宿禰を賜った事は『続日本後紀』に記述されている。
- 惟行の父を藤原伊周とする系図（有道氏の娘との間に次男惟行が生まれたとする系譜）では、惟行は父と共に長徳2年に筑紫へ流れた後、武蔵国児玉郡の阿久原牧へ下向し、有貫主となったとある。

## 系譜
- 父：有道惟広（941年 - 993年）[3]
- 母：平公雅の娘
- 妻：菅原薫宣の娘
  - 男子：児玉惟行（? - 1069年）